# Hydropsyche modesta
Hydropsyche modesta är en nattsländeart som beskrevs av Navás 1925. Hydropsyche modesta ingår i släktet Hydropsyche och familjen ryssjenattsländor. Inga underarter finns listade i Catalogue of Life.

## Bildgalleri

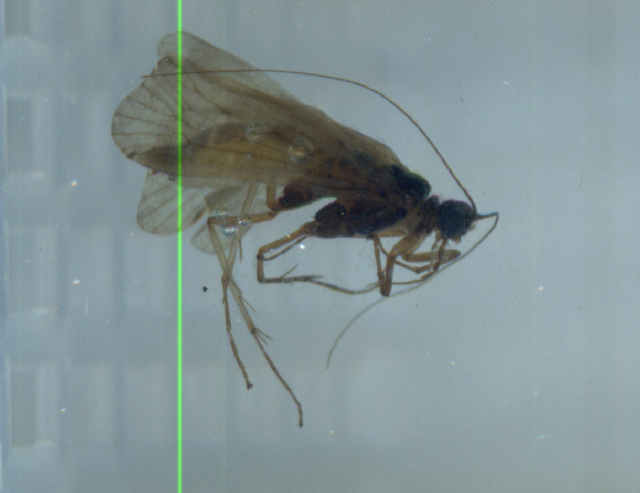